# حزب ناسیونال استرالیا
حزب ناسیونال استرالیا (انگلیسی: National Party of Australia) یکی از احزاب سیاسی استرالیا است که از سال 1920 فعالیت خود را آغاز کرده است و اکنون ائتلاف این حزب و حزب لیبرال استرالیا، اکثریت کرسی های مجلس استرالیا را در اختیار دارد.